# Ilha Hogg
A Ilha Hogg, (às vezes referida como Ilha Hog) é a maior das centenas de ilhas do Rio Essequibo na Guiana, está localizada a apenas 5 km da foz do rio em sua foz no Oceano Atlântico.
Com área total de 60 km² esta ilha é maior do que muitas ilhas do Caribe. Seus 250 residentes se dedicam principalmente ao cultivo de arroz e tubérculos. A população diminuiu muito devido à migração para outras partes da Guiana. No entanto, ainda há uma escola primária e uma igreja na Ilha Hogg.

## Nome
A ilha costumava ser controlada pelos holandeses quando era conhecida como Varken Eiland  ou Ilha dos Porcos, assim chamada por ser habitada por um grande número de porcos selvagens. Então, em 1814, com o fim das Guerras Napoleônicas, os britânicos ganharam o controle das colônias holandesas: Demerara, Berbice e Essequibo, deixando os holandeses com o Suriname até 1975. Os britânicos decidiram manter o nome da ilha como os holandeses fizeram "Ilha Hogg".